# Khust (huyện)
Huyện Khust (tiếng Ukraina: Хустський район, chuyển tự: Khusts'kyi raion) là một huyện của tỉnh Zakarpattia thuộc Ukraina. Huyện Khust nằm ở phía nam tỉnh, giáp Romania, có diện tích 998 km², dân số theo điều tra dân số ngày 5 tháng 12 năm 2001 là 96561 người với mật độ 97 người/km2. Trung tâm huyện nằm ở Khust.